# Біотоп М1.1.1 Угруповання цистозіри на скелях та інших твердих субстратах
Біотоп М1.1.1 Угруповання цистозіри на скелях та інших твердих субстратах (Cystoseira spp. communities on rock and other hard substrata) — тип морських біотопів, що відомий для України.

## Характерні види
Водорості — Cystoseira barbata, C. crinita.
Всього характерних видів — 2; порогове значення — 1.

## Структура біотопу
В угрупованнях цистозіри зазвичай виділяється два-три вертикальні яруси. Верхній ярус сформований цистозірою та її численними епіфітами; нижні яруси сформовані Cladostephus spongiosis f. spongiosus, C. spongiosis f. verticillatus, Phyllophora crispa, Corallina granifera.

## Екологічна характеристика

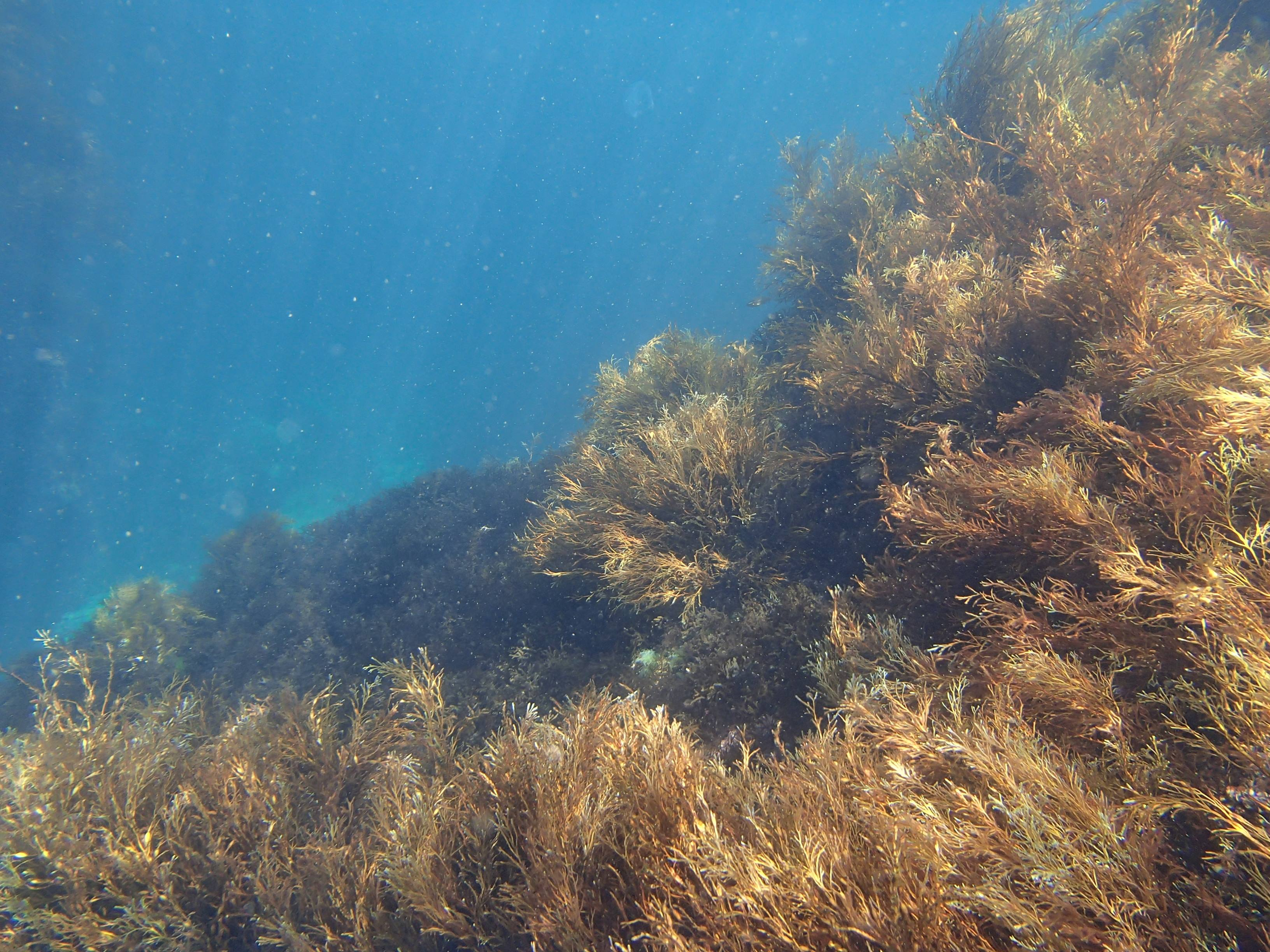
Біотоп М1.1.1 Угруповання цистозіри на скелях та інших твердих субстратах

Фітоценози бурої водорості цистозіри біля відкритих берегів України формують на твердих кам'янистих ґрунтах в зоні супраліторалі рослинний пояс і займають найширшу зону фіталі — від 0,5 до 20 м. Надають перевагу прозорим водам із низьким рівнем евтрофування. Зарості цистозири утворюють багатоярусні фітоценози, найбільш багаті за видовим та кількісним складом водоростей. С. barbata та С. crinita відіграють важливу роль у забезпеченні середовища проживання і харчування та створюють основу морських донних екосистем Чорного моря та деяких районів Азовського моря.

## Поширення
У Європі — Атлантичний, Середземноморський, Чорноморський біогеографічні регіони (В басейні Середземного моря види роду Cystoseira формують основу донних фітоценозів та є ключовими для прибережних екосистем. Вони утворюють «підводні ліси» на твердих ґрунтах, однак у останні десятиліття їхні зарості демонструють стійку тенденцію до критичного скорочення; в Україні — Чорноморсько-Азовська степова підпровінція та Кримсько-Новоросійська підпровінція (узбережжя Чорного та Азовського морів на твердих ґрунтах: узбережжя Кримського півострова, є окремі локалітети в Тилігульському лимані, Джарилгацькій затоці, на о. Зміїному).

## Репрезентативність
Відповідно до рекомендацій щодо заповнення стандартної форми даних для територій Натура 2000, ступінь репрезентативності (мірило того, наскільки певний тип біотопу є типовим) віднесений до категорії «А» (найвища репрезентативність).

## Ступінь збереженості
Відповідно до рекомендацій щодо заповнення стандартної форми даних для територій Натура 2000, ступінь збереженості віднесений до категорії «В» (високий ступінь збереженості (високий ступінь збереженості структури і хороші перспективи незалежно від результатів оцінки третьої складової; або високий ступінь збереженості структури, середні або погані перспективи, легке або можливе помірними зусиллями відновлення; або середня або частково деградована структура, найкращі перспективи, легке або можливе помірними зусиллями відновлення; або середня або частково деградована структура, хороші перспективи і легке відновлення).

## Рідкісні та зникаючі види у складі біотопу
Занесені до Червоної книги України:
1. Callithamnion granulatum,
2. Chroodactylon ornatum,
3. Cladophora dalmatica,
4. Cladophora vadorum,
5. Cladophoropsis membranacea,
6. Cladostephus spongiosis f. spongiosus,
7. Cladostephus spongiosis f. verticillatus,
8. Dasyopsis apiculata,
9. Ectocarpus siliculosus var. hiemalis,
10. Laurencia coronopus,
11. Osmundea hybrida
12. Punctaria tenuissima,
13. Punctaria latifolia,
14. Sphacelaria saxatilis,
15. Stylonema alsidii,
16. Stilophora rhizodes.

## Загрози
Типовими загрозами збереженню біотопа в Україні є:
- забруднення води,
- фрагментація та трансформація прибережних біотопів,
- неконтрольована рекреація на узбережжі,
- гідротехнічне будівництво.

## Рекомендований менеджмент
Автори Національного каталогу біотопів України рекомендують такі заходи менеджменту як регуляція антропогенного навантаження, моніторинг хімічного складу і стану забруднення води.